# ديفيد دبليو. غارلاند
ديفيد دبليو. غارلاند (بالإنجليزية: David W. Garland)‏ هو عالم اجتماع أمريكي، ولد في 7 أغسطس 1955 في دندي في المملكة المتحدة.